# ピーター・ネルソン (ラグビー選手)
ピーター・ネルソン（Peter Nelson、1992年10月5日 - ）は、プロD2スタッド・オーリヤコワ・カンタル・オーヴェルニュに所属するラグビー選手。

## プロフィール
- 北アイルランド・ダンガノン出身[1]。
- ポジションはフルバック(FB)。
- 身長 183cm、体重 99kg
- U20アイルランド代表に選ばれたことがある[2]。
- カナダ代表キャップは7（2021年2月現在）でワールドカップ2019のカナダ代表に選ばれた[3]。

## 略歴
アルスター、シアトル・シーウルブズを経て、2020年、ブール＝カン＝ブレスに加入。 
2021年、オーリヤックに加入。 